# Edgard Andrew
Edgard Andrew (Río Cuarto, Córdoba, Argentina, 28 de marzo de 1895-Océano Atlántico Norte, 15 de abril de 1912) fue (junto a Violet Constance Jessop) una de las dos personas de nacionalidad argentina en el viaje inaugural del RMS Titanic, el mayor y más lujoso barco de pasajeros de principios del siglo XX, el cual zarpó del puerto de Southampton, Inglaterra, rumbo a Nueva York, Estados Unidos, y se hundió en las aguas del océano Atlántico al chocar con un gran témpano de hielo a las 23:40 horas en la noche del domingo 14 de abril de 1912, lo que ocasionó la muerte de  más de 1.500 pasajeros en el naufragio. Edgard fue uno de ellos, y su cuerpo nunca fue hallado.

## Reseña biográfica
Edgard Andrew nació el 28 de marzo de 1895 en la estancia El Durazno, próxima a la ciudad de Río Cuarto, en el sur de la provincia de Córdoba, propiedad del  terrateniente Ambrosio Olmos –fallecido en 1906, y posteriormente en propiedad de su esposa, Adelia María Harilaos de Olmos–. Su padre, el inmigrante británico Samuel Andrew, se había establecido allí con su esposa Annie Robson, durante la década de 1870; ambos originarios de Whitby, Yorkshire. Tuvieron ocho hijos, de los cuales Edgard era el menor. Samuel Andrew fue el primer administrador de la  estancia El Durazno, sucediéndole en tal cargo, luego de su muerte, su hijo Wilfred.
Parte de la familia de Edgard ahora reside en Villa General Belgrano.
En 1911, a los 16 años, Edgard viajó a Inglaterra para estudiar ingeniería.

## Una invitación para viajar a Estados Unidos
El hermano mayor de Edgard, Silvano Alfred, había sido el primero de los Andrew en dejar la estancia para estudiar en Inglaterra. Pasó un año en Whitby y más de seis años en Stockton, en cuyo instituto técnico estudió ingeniería naval y se convirtió en un experto constructor de barcos. Cuando volvió a Buenos Aires ingresó en la marina. En 1911, Alfredo, a los 28 años, fue enviado a Estados Unidos, a pedido del almirante Manuel Domecq García, para inspeccionar la construcción de barcos de guerra argentinos. Primero, estuvo en Quincy (Massachusetts), donde se fabricaba el buque Rivadavia. Más tarde se trasladó a Nueva Jersey, donde se construía el acorazado Moreno. En 1912 se enamoró de una viuda rica bastante mayor que él llamada Harriet Fisher (en) por la cual abandonaría la carrera militar y la ciudadanía argentina para destacarse como ejecutivo en la industria mecánica, convirtiéndose en director de la firma "Fisher & Norris Anvil Works", proveedora del Departamento de Defensa de los Estados Unidos. Alfredo invitó a su hermano Edgard -a quien le llevaba 12 años- a su casamiento en Trenton, Nueva Jersey, e incluso a vivir con él en Estados Unidos.

## Cambio de boleto
Lo que selló el destino de Edgard fue una huelga del gremio del carbón. En efecto, a causa de la misma la White Star Line canceló los demás viajes transatlánticos para priorizar el viaje inaugural del Titanic. Andrew tenía pasaje a Nueva York en el Oceanic, previsto para zarpar el 17 de abril de 1912, pero ante la suspensión de la travesía, lo cambió para el Titanic, mucho más caro ya que tuvo que pagar 12 libras por una litera en segunda clase.

## Correspondencia
Edgard estaba comprometido con Josefina "Josey" Cowan, hija también de inmigrantes británicos, residentes en Belgrano y un año mayor que él. Poco antes de partir a los Estados Unidos, ella le envió una carta anunciándole que viajaba desde Buenos Aires para verlo. Edgard, entristecido por perder la oportunidad de reencontrase, le escribió desde Bournemouth, dos días antes de partir en el Titanic, el 8 de abril de 1912: "No puede imaginarse cuánto siento el irme sin verla y tengo que marchar y no hay más remedio". En la misma misiva, que se encuentra expuesta enmarcada en una casa de Martínez, en la zona norte de la provincia de Buenos Aires, se lee en su tercer párrafo: "Figúrese Josey que me embarco en el vapor más grande del mundo, pero no me encuentro nada de orgulloso, pues en estos momentos desearía (sic) que el Titanic estuviera sumergido en el fondo del océano".
Poco después, Edgard compró una postal del barco para enviársela a su hermano Wilfred, en la estancia El Durazno. La escribió en el salón de lectura y la despachó desde Queenstown, Irlanda, el último puerto antes de cruzar el océano. Esa postal, que hoy se conserva en manos de Roberto Pasoli, nieto de Wilfred Andrew, dice: "Desde este colosal barco tengo el placer de saludarte. Hoy llegaré a Irlanda, donde pasaré unas pocas horas. Yo lo estreno en su primer viaje a este gran buque. Firmado: Edgard".
Ambas misivas fueron recibidas un mes después.

## Gesto final
Edwina Troutt, apodada Winnie, una maestra oriunda de Bath, Inglaterra, tenía 27 años cuando recibió el chaleco salvavidas la noche del hundimiento de parte de su compañero de mesa argentino. El naufragio le dejó grandes trastornos emocionales y durante casi 40 años no habló del tema. Pero después se convirtió en una celebridad, en buena medida como sobreviviente del Titanic. Se casó tres veces, pasó casi toda su vida en California, y murió en 1984, cinco meses después de cumplir cien años y un año antes de que los restos del Titanic hundido fueran hallados. 
Edgard era diez años menor. Había entre ellos una relación de compañerismo cimentada a partir de Southampton -donde ambos tomaron el Titanic por no poder abordar el Oceanic- en la intensa convivencia de la vida a bordo. Con Winnie, Edgard ejercitó por última vez la cortesía. Entre los hermanos, los sobrinos y los sobrinos nietos de Edgard siempre se dijo que él le cedió su chaleco salvavidas a ella y que después se arrojó al agua. Su cuerpo nunca fue hallado. Winnie confirmó la versión familiar cuando comenzó a hablar en público sobre la tragedia. Dijo que el pasajero argentino tenía colocado ya su chaleco y viéndola a ella desesperada, se lo cedió para después arrojarse al mar.